# Turbina suffruticosa
Turbina suffruticosa là một loài thực vật có hoa trong họ Bìm bìm. Loài này được A. Meeuse miêu tả khoa học đầu tiên.